# دبلیودبلیوئی ۱۲
دبلیودبلیوئی ۱۲ (به انگلیسی: WWE '12) یک بازی ویدئویی کشتی حرفه‌ای است که توسط شرکت یوکس توسعه یافته‌است و بعدها توسط شرکت ۲کی اسپورتز برای پلی‌استیشن ۳، وی و اکس‌باکس ۳۶۰ منتشر شده‌است. این بازی در تاریخ‌های ۲۲ نوامبر ۲۰۱۱ (در آمریکای شمالی) و ۲۵ نوامبر ۲۰۱۱ (در اروپا) و ۲۶ ژانویه ۲۰۱۲ (در ژاپن) منتشر شد.
این بازی، اولین بازی ویدئویی رسمی منتشرشده توسط شرکت دبلیودبلیوئی برای کنسول‌های نسل هفتم بود. سوپراستاری که بر روی کاور این بازی قرار گرفت، رندی اورتن بود. نسخه‌ای ویژه از این بازی که تنها مختص کشورهای اروپایی بود با نام «دبلیودبلیوئی ۱۲: نسخه‌ی رسلمنیا» در بیست و پنجم مه ۲۰۱۲ انتشار یافت.